# Kloster Nasu
Kloster Nasu (jap. 那須トラピスト修道院, Nasu Torapisuto [= Trappist] Shūdōin) ist seit 1954 ein japanisches Kloster der Trappistinnen in Nasu, Bistum Saitama.

## Geschichte
Kloster Nasu wurde 1954 von Kloster Nishinomiya (damals Jurenji) gegründet und 1956 zur Abtei erhoben.
Äbtissinnen:
- Gerarda Ueda (1954–1963)
- Charitas Konishi (1963–1966)
- Dominica Yamada (1966–1975)
- Agnes Akano (1975–2010)